# Кошкар (гора)
Кошкар (Гошгар, Гошкар, Гошгар-даг або Гошкар-даг; азерб. Qoşqar) — безліса скеляста гора в Азербайджані, на північно-східній частині Малого Кавказу.

## Етимологія
За «Енциклопедичним словником азербайджанських топонімів» (Баку, 2007) назва гори походить від тюркського слова «качкар», що означає «баран». Таким чином даний оронім означає «гора, де мешкає дикий баран». За словами географа Надіра Мамедова, поряд з версією про те, що назва гори пов'язана з тюркським словом «кочкар» («баран»), існує і інша версія. За відомостями, зібраними серед місцевого населення, назва гори пов'язана з піром (місцем поклоніння) Гошгар.
Як зазначає виданий 1865 року «Географічно-статистичний словник Російської імперії», гора Кошкар була відома також під назвою Кочкар, а вірменською називалася Арютюнасар, тобто гора святого Артемія. Так гору іменували місцеві вірмени.

## Географія
Висота вершини 3361 метрів над рівнем моря. Територіально розташована в Дашкесанському районі Азербайджанської Республіки, поблизу кордону з Вірменією. Є найголовнішим з північних відрогів Мравського хребта. На горі розташовані витоки річок Гянджачай, Шамхорчай і Кушкарачай, на схилах гори — альпійські та субальпійські луки. Крім згаданих річок джерела Кошкара також живлять річку Тертер. На горі є близько 40 джерел.

## Історія

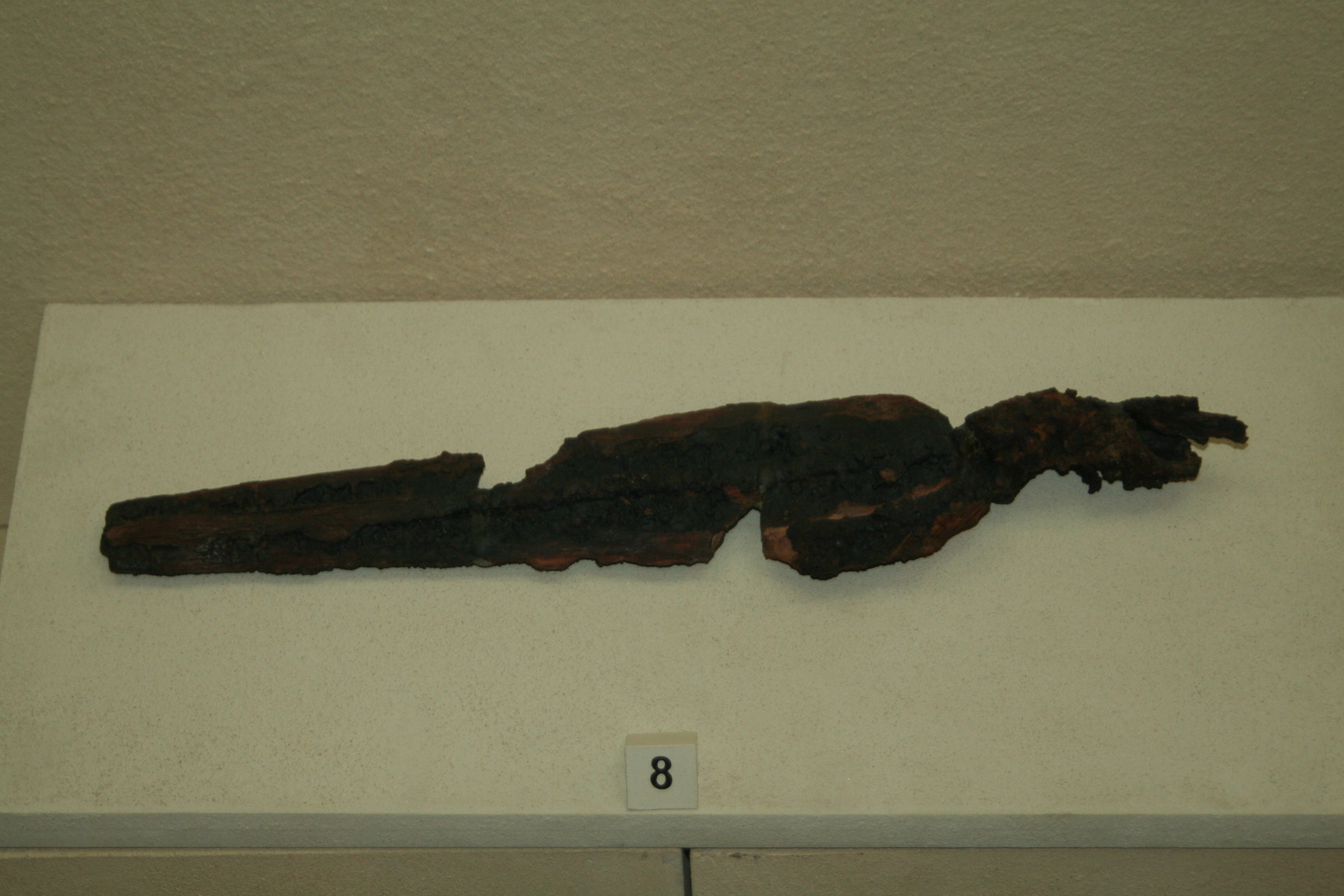
Бронзові піхви і кинджал епохи пізньої бронзи, знайдені в одному з курганів поблизу селища Хачбулаг на схилі гори Кошкар

На схилі гори розташовані курганні могильники, датовані XII—XI ст. до н. е. Розташовані вони в місцевості Чобан Абдалли Юрду, між циклопічними спорудами Дашли Тепе I і Дашли Тепе II. Мають кургани земляний насип, під якою були розкриті похоронні камери у вигляді кам'яних ящиків, перекритих плитами. На більшому кургані виявлено 10 таких камер. Поховальний інвентар цих курганів характерний для пам'яток доби пізньої бронзи. Тут знайдено чорно-сірі керамічні посудини, ножі з загнутими кінцями, прясельця, голки, кинджали з ажурними навершями рукоятки, пояси, нагрудні прикраси у вигляді опуклих дисків, ажурні підвіски, сережки, кільця, намиста з сердоліку тощо.
Раніше цю гору шанували як священну і вірмени і азербайджанці.

## В літературі
Азербайджанський поет Гусейн Аріф згадував гору в своєму вірші, присвяченому Самеду Вургуну, який був при смерті: «Народ приніс би на плечах Гошкар, якби потрібен був сніг йому для зцілення…».